# Thalita Latief
Thalita Latif (nombre verdadero Thalita Annemarie Latief, nacida en Yakarta, 6 de diciembre de 1988) es una actriz de telenovelas y cantante indonesia. Su nombre se hizo conocer en las telenovelas difundidas en la cadena televisiva de SCTV.

## Carrera
La más joven de dos hermanos, Latif Riki y Elisabeth, ella se ha familiarizado con el mundo de entretenimiento de Indonesia desde que cursaba sus estudios en una escuela primaria, por tanto ella ha sido la protagonista de la oblea de anuncios como Tango y Taro snack. Thalita, entró en el mundo profesional del modelaje, luego después que fuera publicada en una portada editada en 2003 y siendo ganadora en el concurso del evento Kawanku en 2004. Thalita ha protagonizado en los productos publicitarios de Tango, Gery Salut, así como protagonista de un videoclip de los grupos musicales como Saykoji ("So what gitu loh"), ADA Band ("Kau Auraku"), y Bondan ("Bunga").

## Filmografía
- Lawang Sewu (2007)
- Kawin Kontrak Lagi (2008)
- Jejak Darah (2010)

## Discografía
- Aw Aw Awas (2009)
- Semua Berubah (2010)

## Sinetron
- "Keong Mas"
- "Jomblo"
- "Kiamat"
- "Aku Bukan Aku"
- "Ratapan Anak Tiri"
- "Hidayah"
- "Taubat"
- "Ridho"
- "Cinta Remaja"
- "Peluk Aku 3 Menit (Cookies)"
- "Putri"
- "Bumbu Bumbu Cinta"
- "Legenda eps. Putri Kijang Mas"
- "Miss Pompom(FTV)"

## Anuncios
- Wafer Tango
- Gery Salut

## Videoclip
- Saykoji - So what gitu loh
- ADA Band - Kau Auraku
- Bondan ft. Fade 2 black - Bunga
- Afgan - Terima Kasih Cinta

## Logros
- Juara I Model Kawanku 2004